# Próspera (álbum)
Próspera é o álbum de estreia da rapper, cantora e compositora brasileira Tássia Reis. Lançado em 21 de Junho de 2019 de forma totalmente independente. O álbum foi aclamado pela crítica especializada e considerado um dos melhores discos do ano pela APCA. Composto por 16 faixas, 13 tracks e 3 interlúdios –, o compilado conta com participações de Fabriccio, Monna Brutal, Froid, Preta Ary e Melvin Santhana. 

## Antecedentes
Gravado entre março e abril de 2019, no C4 Studio (SP), o disco tem produção assinada por DJ Thai, Eduardo Brechó, Jhow Produz, Nelson D e Willsbife, além da própria Tássia Reis. A mixagem e masterização de “Próspera” são de Luis Lopes. 

## Lançamento e promoção
O disco foi selecionado pelo Natura Musical por meio do edital 2019, com o apoio da Lei de Incentivo à Cultura. No Brasil, os shows de estreia aconteceu no segundo semestre de 2019. Em turnê inédita realizada em julho do mesmo ano, Tássia parte pra Europa, onde apresentou “Próspera” nos palcos do Roskilde Festival (Dinamarca), Walthamstow Garden Party (Londres), Sfinks Festival (Bélgica) e Les Escales (França).O single de maior sucesso do álbum, ''Dolar Euro'' com a participação de Monna Brutal teve seu videoclipe lançado em 17 de Dezembro de 2019. 

## Faixas
| Edição padrão  |                                         |                                       |                         |         |  |
| N.º            | Título                                  | Compositor(es)                        | Produtor(es)            | Duração |  |
| 1.             | "Intro"                                 | Tássia Reis                           | Jhow Produzir           | 0:47    |  |
| 2.             | "Amora"                                 | Melvin Santhana Nelson D Tássia Reis  |                         | 3:05    |  |
| 3.             | "Imensa Luz"                            | Dj Thai Tássia Reis                   | Dj Thai                 | 2:59    |  |
| 4.             | "Shonda - RMX (feat Froid & Preta Ary)" | Froid Preta Ary Tássia Reis WillsBife |                         | 4:54    |  |
| 5.             | "Dollar Euro feat Monna Brutal"         | Dj Thai Monna Brutal Tássia Reis      | Dj Thai                 | 2:54    |  |
| 6.             | "Eu + Vc (ft Fabriccio)"                | Fabriccio Jhow Produz Tássia Reis     |                         | 4:53    |  |
| 7.             | "Ansiejazz"                             | Jhow Produz Tássia Reis               |                         | 3:00    |  |
| 8.             | "Pode me PerdoarNa Boa"                 | Jhow Produz Tássia Reis               |                         | 4:01    |  |
| 9.             | "Na Boa"                                | Tássia Reis                           |                         | 1:09    |  |
| 10.            | "Ah, Vá"                                | Jhow Produz Tássia Reis               | Jhow Produz Tássia Reis | 3:36    |  |
| 11.            | "Preta D+"                              | Eduardo Brechó Tássia Reis            |                         | 3:15    |  |
| 12.            | "Pegue na Mão de Isabel"                | Tássia Reis                           |                         | 1:16    |  |
| 13.            | "Me Diga"                               | Jhow Produz Tássia Reis               |                         | 3:31    |  |
| 14.            | "Try"                                   | Jhow Produz Tássia Reis               |                         | 3:34    |  |
| 15.            | "Próspera"                              | Eduardo Brechó Tássia Reis            |                         | 4:19    |  |
| 16.            | "Myriam"                                | Eduardo Brechó Tássia Reis            |                         | 4:23    |  |
| Duração total: | Duração total:                          | Duração total:                        | Duração total:          | 50:57   |  |